# Estratégio (sofista)
Estratégio (em latim: Strategius) foi um filósofo romano do século IV, ativo na Diocese do Oriente, mais precisamente na Síria. Ele é mencionado numa das cartas do reitor antioquiano Libânio datada de 364-365 como um adepto do sofismo que estaria ativo em Antioquia por este tempo. Segundo o relato, ele costumada lecionar na cidade durante o verão e então invernava em suas propriedades situadas na província de Eufratense.